# 日本寄生虫学会
日本寄生虫学会（にほんきせいちゅうがっかい、英語: The Japanese Society Of Parasitology (JSP)）は、日本の学術研究団体の一つ。

## 概要
1929年4月5日設立。学術研究団体としての種別は単独学会である。
基礎生物学、基礎医学、臨床医学、薬学を学術研究領域とし、寄生虫および寄生虫学に関する学術の研究、進歩と普及を図ることを目的とし、機関誌の発行および学術集会の開催を目的としている。
国内においては日本医学会および日本微生物学連盟に、国際学術連合体としてはThe World Federation of Parasitologistsに加入している。
国際会議としては、The International Congress of Parasitologyを共催している。

## 沿革
- 1921年 - 東京寄生虫同好会発足。
- 1923年 - 東京寄生虫集談会に改称。
- 1929年 - 日本寄生虫学会設立。

## 学会賞
- 小泉賞
- 桂田賞
- 奨励賞

## 刊行物

### Parasitology International
- 誌名（和文）：-
- 誌名（欧文）：Parasitology International
- 創刊年：1951
- 資料種別：ジャーナル（査読付き論文を含む）
- 使用言語：英語のみ
- 発行形態：印刷体、eジャーナル
- 著作権帰属先：出版社
- クリエイティブコモンズ：定めていない
- 購読：有料